# Annavölgy
Annavölgy (hongrois : Annavölgy [ˈɒnnɒvølɟ]) est une localité hongroise située dans le comitat de Komárom-Esztergom.

## Site et localisation

### Topographie et hydrographie
Annavölgy est située dans le massif du Gerecse, à 20 km au sud-ouest d'Esztergom, le long de la route 1121, qui relie les routes 1106 et 1119.  

## Histoire
Annavölgy est une localité indépendante depuis 1997, après avoir été rattachée à Sárisáp.  
Au Moyen Âge, son territoire était occupé par un village nommé Ugan (également mentionné sous les formes Vgan et Ogan). La plus ancienne mention écrite de cet établissement remonte à 1181, où il est cité comme possession des croisés d'Esztergom-Szentkirály, voisin de Tokod et Munkád. Un autre document de 1193, où son nom apparaît sous la forme Hugan, indique qu'une route menait jusqu'à Ebszőny.  
Au XIIIe siècle, son nom évolue : il est mentionné sous les formes Ogan en 1269 et Vgan en 1284. Il se situait alors au sud de Tokod, à l'extrémité nord-ouest du territoire de Sárisáp.  
Le toponyme Annavölgy apparaît pour la première fois en 1781, année où Antal Rückschuss obtient l'autorisation d'y prospecter du charbon, marquant le début de l'exploitation charbonnière dans le bassin houiller de Dorog.  
L'activité minière fut abandonnée dans les années 1970 en raison d'inondations souterraines, rendant l'extraction impossible. La mine d'Annavölgy fut définitivement fermée en 1975.  
Aujourd'hui, la localité s'est transformée en village de villégiature. Un projet de grotte de sel est en cours dans une ancienne galerie minière, où des traitements à base de solution saline inhalée sont proposés pour soulager les affections respiratoires. Par ailleurs, un parc thématique consacré à l'histoire minière est également en projet.  

## Population

### Minorités culturelles et religieuses
Lors du recensement de 2011, 82,9 % des habitants se déclaraient Hongrois, 0,9 % Roms, 1,1 % Allemands, 0,3 % Roumains et 0,5 % Slovaques, tandis que 17,1 % n'ont pas répondu (en raison des identités multiples, le total peut dépasser 100 %). La répartition religieuse était la suivante : 26,4 % catholiques romains, 3 % réformés, 0,2 % évangéliques, 0,2 % juifs, 38 % sans appartenance religieuse, tandis que 31,8 % n'ont pas répondu.  
En 2022, 89,4 % de la population se déclaraient Hongrois, 0,7 % Allemands, 0,7 % Roms, 0,2 % Ukrainiens, 0,1 % Slovaques, 0,1 % Ruthènes, tandis que 2 % appartenaient à une autre nationalité étrangère et 10,6 % n'ont pas répondu.  
Concernant l'appartenance religieuse, 17,2 % étaient catholiques romains, 3 % réformés, 0,5 % catholiques grecs, 0,1 % juifs, 0,1 % orthodoxes, 0,3 % autres chrétiens, 1,2 % autres catholiques, 32,1 % sans appartenance religieuse, tandis que 45,4 % n'ont pas répondu.  

## Vie sportive
Le club sportif local, fondé en 1912, est toujours actif.  

## Personnalités liées à la localité
La localité est le lieu de naissance de Ferenc Lévárdi (né le 15 septembre 1919), ingénieur des mines et ministre de l'industrie lourde de 1963 à 1971.  